# Dicranomyia (Dicranomyia) illepida
Dicranomyia (Dicranomyia) illepida is een tweevleugelige uit de familie steltmuggen (Limoniidae). De soort komt voor in het Neotropisch gebied.